# Jaltomata werffii
Jaltomata werffii är en potatisväxtart som beskrevs av W.G. D'arcy. Jaltomata werffii ingår i släktet jaltomator, och familjen potatisväxter. Inga underarter finns listade i Catalogue of Life.